# Victor Cup 1983
Der Victor Cup 1983 im Badminton fand vom 13. bis zum 16. Oktober 1983 in Mülheim an der Ruhr statt. Das Preisgeld betrug 20.000 D-Mark.

## Finalresultate
| Disziplin    | Sieger                    | Finalist                            | Ergebnis    |
| ------------ | ------------------------- | ----------------------------------- | ----------- |
| Herreneinzel | Yang Quianli              | Yang Yang                           | 15:6, 15:12 |
| Dameneinzel  | Luo Yun                   | Yang Xinfang                        | 11:2, 11:7  |
| Herrendoppel | Duncan Bridge Nigel Tier  | Stefan Karlsson Torbjörn Pettersson | 15:8, 15:9  |
| Damendoppel  | Karen Beckman Jane Sutton | Claire Backhouse Johanne Falardeau  | 15:9, 17:15 |
| Mixed        | Nigel Tier Gillian Gowers | Duncan Bridge Karen Beckman         | 15:12, 15:8 |